# 카미야마 켄지
카미야마 켄지(일본어: 神山健治か 가미야마 겐지[*], 1966년 3월 20일 ~ )는 일본의 애니메이션 감독이다. 《인랑》, 《기동경찰 패트레이버》, 《블러드: 더 라스트 뱀파이어》 등과 같이 주로 프로덕션 I.G와 함께 작업하였으며, 프로덕션 I.G가 제작한 텔레비전 애니메이션 시리즈인 《공각기동대 Stand Alone Complex》》와 그 후속 시리즈인 《공각기동대 S.A.C. 2nd GIG》, 텔레비전 영화 《공각기동대 S.A.C. Solid State Society》를 감독하였다.
《아키라》나 《마녀 배달부 키키》의 제작에서 배경 담당으로 일한 후에 프로덕션 I.G의 팀 오시이에 참여하여, 《블러드: 더 라스트 뱀파이어》의 시나리오에 기여하였으며, 《인랑》의 연출을 담당하였다. 2002년에 《미니파토》에서 감독으로 데뷔하였고, 이어서 《공각기동대 Stand Alone Complex》와 《공각기동대 S.A.C. 2nd GIG》를 감독하였다. 《공각기동대》 시리즈를 작업한 이후 《수호자 시리즈》와 《동쪽의 에덴》을 감독하였다.